# Tremastegina
Tremastegina es un género de foraminífero bentónico considerado un sinónimo posterior de Eoconuloides de la familia Boreloididae, de la superfamilia Asterigerinoidea, del suborden Rotaliina y del orden Rotaliida. Su especie tipo era Amphistegina senni. Su rango cronoestratigráfico abarcaba el Luteciense (Eoceno medio).

## Clasificación
Tremastegina incluía a la siguiente especie:
- Tremastegina senni †